# Мёко (Ниигата)
Мёко (яп. 妙高市 Мё:ко:-си) — город в Японии, расположенный в юго-западной части префектуры Ниигата. Основан 1 апреля 2005 года путём слияния города Араи, посёлка Мёкокоген и села Мёко уезда Накакубики.
Площадь города составляет 445,52 км², население — 33 640 человек (1 августа 2014), плотность населения — 75,51 чел./км².